# الأفيون والعصا (فلم)
الأفيون والعصا فيلم جزائري انتج عام 1969 عن الديوان الوطني للتجارة والصناعة السينماتوغرافية يحكي عن سنوات النضال في الجزائر إبان الثورة الجزائرية، أخرج الفيلم المخرج الجزائري أحمد راشدي، ومثل فيه إلى جانب ممثلين جزائريين عدد من الممثلين الفرنسيين.

## الملخص
الأفيون والعصا، يعرض قصة قرية جزائرية في جميع مظاهرها أثناء المقاومة. إنها المقاومة كما يراها الذين عاشوها وتجاوبوا معها وتحملوها. يهجر «الدكتور بشير» الحياة المترفة إلى الجبل، حيث مسقط رأسه، «قرية تاله» التي دخلت مجال المقاومة، تدور حلقات اللعبة القاسية والحادة التي تؤدي بسكان القرية إلى رفض نقطة من الحقيقة العميقة، ينضم شقيق «بشير» أيضاً إلى المقاومة، ويجابهان قوت الاحتلال، يحاول ضباط الوحدات الإدارية إقامة منظماتهم بأشخاص يسيرون على هديهم.
وفي " الأفيون والعصا " يفند أحمد راشدي الفكرة الاستعمارية القائلة بأنه " إذا أردت أن تحكم شعباً فاستعمل العصا، فإذا لم تنفع فاستعمل " الأفيون والعصا "، فهو يقدم تجربة قرية جزائرية في جميع مظاهرها أثناء المقاومة تتعاطف مع الثوار، وتحاول السلطات الاستعمارية أن تروضها، لكن عبثاً، وعندما تنسف القرية كاملة، نشهد مسيرة أهلها نحو أعالي الجبال حيث الثوار. إنها المقاومة كما يراها الذين عاشوها وتجاوبوا معها وتحملوها وسواء في " فجر المعذبين " أو " الأفيون والعصا "، يتمتع راشدي بحس سينمائي مرهف، فضلاً عن أن الفيلمين يقدمان وجهات نظر وطنية لا خلاف حولها، خاصة وأنها تتعرض للماضي أكثر من تعرضها للحاضر وعندما تنطلق الملحمة تكوّن السلوك اليومي للحياة، من تصادم الإرادات المتعارضة.

## روابط خارجية
- مقالات تستعمل روابط فنية بلا صلة مع ويكي بيانات